# كوري هيليارد
كوري هيليارد (بالإنجليزية: Corey Hilliard)‏ هو لاعب كرة قدم أمريكية أمريكي، ولد في 26 أبريل 1985 في نيو أورلينز في الولايات المتحدة.

## وصلات خارجية
- كوري هيليارد على موقع مرجع كرة القدم المحترفة.كوم (الإنجليزية)